# القرادة الجنوبية-مرتبط بمرض الطفح
القرادة الجنوبية-مرتبط بمرض الطفح (ستاري) أو «مرض الماسترز» هو أحد الأمراض المعدية الجديدة المتعلقة بمرض لايم الذي يحصل في جنوب شرق وجنوب ووسط الولايات المتحدة. وينتشر المرض عن طريق لدغات القراد، ولكن الكائن الحي الذي يسبب العدوى غير معروف.

## الأسباب
هذا المرض هو المرض الذي ينقله القراد التي يحملها اليغموش الأمريكي وحيد النجمة. وضع اقترح على أن هذا القراد يعتبر أولا كناقل محتمل للمرض في عام 1984، والأمراض المرتبطة بالقراد وسمي «شبيه مرض-لايم»،  ولكن لم يعترف به لكن تم تميزه عن مرض لايم في أواخر التسعينات.
فشلت العديد من الدراسات للكشف عن بوريليا برغدورفيرية، وهو العامل المسبب للمرض لايم، في المرضى الذين يعانون من جنوب الولايات المتحدة. قد يكون سبب هذا المرض ناتجا عن جرثومة ذات الصلة ببوريليا وحيدة النجمة، وهي بكتيريا ملتوية أولا معزولة في الحضر في عام 2004. ومع ذلك، هذا استنتاج مثير للجدل منذ ذلك الحين لم يتم الكشف عن البكتيريا الملتوية في جميع حالات المتلازمة، الأمر الذي أدى ببعض الكتاب إلى القول بأن هذا المرض لا ينتج من قبل البكتيريا الممرضة.

## الأعراض

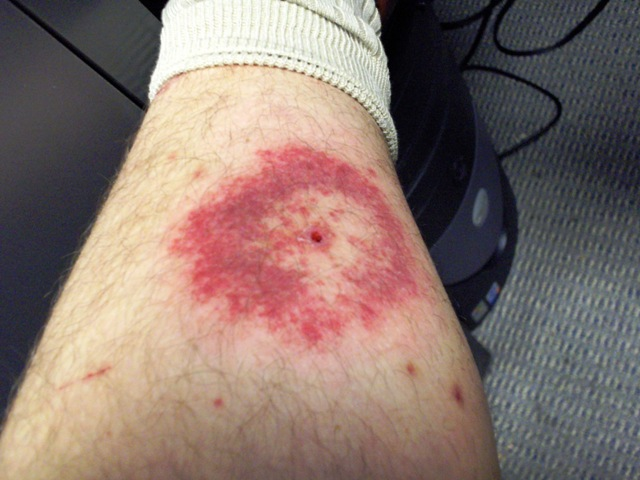
"عين الثور" طفح ستاري

ويستند التشخيص في «عين الثور» على طفح جلدي دائري في موقع الإصابة يسمىهجرة الحمامى المزمنة، والتي هي مشابهة جدا لتلك التي شوهدت في مرض لايم. ومع ذلك، فإن أعراض ستاري (STARI) خفيفة، وتشبه الإنفلونزا، مع وجود التعب وآلام في العضلات، والصداع. مع وجود حمى في بعض الأحيان، ولكن ليس ظاهرة.

## العلاج
يتم التعامل مع الالتهابات بالمضادات الحيوية، وخاصة دوكسيسايكلين، وتظهر الأعراض الحادة للرد على هذه الأدوية.

## فرضيات
ومن المعروف عدم وجود آثار خطيرة على المدى الطويل لهذا المرض، ولكن الأدلة الأولية تشير، إلى أنه إذا كانت هذه الأعراض  تحدث فعلا، فهي تكون أقل حدة من تلك التي ترتبط بمرض لايم.